# Četrnaesta Vlada Republike Hrvatske
Četrnaesta Vlada Republike Hrvatske je saziv Vlade Republike Hrvatske kojoj je mandat započeo 19. listopada 2016. i trajao do 23. srpnja 2020. Predsjednik Vlade bio je Andrej Plenković.
U 40 mjeseci mandata 14. Vlade na čelu s Andrejom Plenkovićem od originalnog postava Vlade, uz predsjednika Vlade, do svibnja 2020. godine su samo ministar financija Zdravko Marić, ministar hrvatskih branitelja Tomo Medved, ministar pomorstva, prometa i infrastrukture Oleg Butković, ministrica kulture Nina Obuljen Koržinek, ministar turizma Gari Cappelli i ministar zaštite okoliša i energetike Tomislav Ćorić (koji je na početku rada Vlade bio ministar rada i mirovinskog sustava). Svi ostali su promijenjeni.

#### Predsjednik i potpredsjednici
| Ime                     | Dužnost         | Trajanje mandata                            |
| ----------------------- | --------------- | ------------------------------------------- |
| Andrej Plenković        | predsjednik     | od 19. listopada 2016. do 23. srpnja 2020.  |
| Marija Pejčinović Burić | potpredsjednica | od 19. lipnja 2017. do 19. srpnja 2019.     |
| Damir Krstičević        | potpredsjednik  | od 19. listopada 2016. do 14. svibnja 2020. |
| Predrag Štromar         | potpredsjednik  | od 9. lipnja 2017. do 23. srpnja 2020.      |
| Tomislav Tolušić        | potpredsjednik  | od 25. svibnja 2018. do 19. srpnja 2019.    |
| Martina Dalić           | potpredsjednica | od 19. listopada 2016. do 14. svibnja 2018. |
| Davor Ivo Stier         | potpredsjednik  | od 19. listopada 2016. do 19. lipnja 2017.  |
| Ivan Kovačić            | potpredsjednik  | od 19. listopada 2016. do 28. travnja 2017. |
| Zdravko Marić           | potpredsjednik  | od 19. srpnja 2019. do 23. srpnja 2020.     |
| Davor Božinović         | potpredsjednik  | od 19. srpnja 2019. do 23. srpnja 2020.     |

#### Ministarstva i ministri
| Ministarstva                                                     | Ime                     | Trajanje mandata                             |
| ---------------------------------------------------------------- | ----------------------- | -------------------------------------------- |
| Ministarstvo vanjskih i europskih poslova                        | Davor Ivo Stier         | od 19. listopada 2016. do 19. lipnja 2017.   |
| Ministarstvo vanjskih i europskih poslova                        | Marija Pejčinović Burić | od 19. lipnja 2017. do 19. srpnja 2019.      |
| Ministarstvo vanjskih i europskih poslova                        | Gordan Grlić Radman     | od 19. srpnja 2019. do 23. srpnja 2020.      |
| Ministarstvo unutarnjih poslova                                  | Vlaho Orepić            | od 19. listopada 2016. do 27. travnja 2017.  |
| Ministarstvo unutarnjih poslova                                  | Davor Božinović         | od 9. lipnja 2017. do 23. srpnja 2020.       |
| Ministarstvo obrane                                              | Damir Krstičević        | od 19. listopada 2016. do 14. svibnja 2020.  |
| Ministarstvo financija                                           | Zdravko Marić           | od 19. listopada 2016. do 23. srpnja 2020.   |
| Ministarstvo pravosuđa                                           | Ante Šprlje             | od 19. listopada 2016. do 27. travnja 2017.  |
| Ministarstvo pravosuđa                                           | Dražen Bošnjaković      | od 9. lipnja 2017. do 23. srpnja 2020.       |
| Ministarstvo uprave                                              | Ivan Kovačić            | od 19. listopada 2016. do 28. travnja 2017.  |
| Ministarstvo uprave                                              | Lovro Kuščević          | od 9. lipnja 2017. do 9. srpnja 2019.        |
| Ministarstvo uprave                                              | Ivan Malenica           | od 19. srpnja 2019. do 23. srpnja 2020.      |
| Ministarstvo graditeljstva i prostornoga uređenja                | Lovro Kuščević          | od 19. listopada 2016. do 9. lipnja 2017.    |
| Ministarstvo graditeljstva i prostornoga uređenja                | Predrag Štromar         | od 9. lipnja 2017. do 23. srpnja 2020.       |
| Ministarstvo rada i mirovinskoga sustava                         | Tomislav Ćorić          | od 19. listopada 2016. do 9. lipnja 2017.    |
| Ministarstvo rada i mirovinskoga sustava                         | Marko Pavić             | od 9. lipnja 2017. do 19. srpnja 2019.       |
| Ministarstvo rada i mirovinskoga sustava                         | Josip Aladrović         | od 19. srpnja 2019. do 23. srpnja 2020.      |
| Ministarstvo za demografiju, obitelj, mlade i socijalnu politiku | Nada Murganić           | od 19. listopada 2016. do 19. srpnja 2019.   |
| Ministarstvo za demografiju, obitelj, mlade i socijalnu politiku | Vesna Bedeković         | od 19. srpnja 2019. do 23. srpnja 2020.      |
| Ministarstvo kulture                                             | Nina Obuljen Koržinek   | od 19. listopada 2016. do 23. srpnja 2020.   |
| Ministarstvo turizma                                             | Gari Cappelli           | od 19. listopada 2016. do 23. srpnja 2020.   |
| Ministarstvo poljoprivrede                                       | Tomislav Tolušić        | od 19. listopada 2016. do 19. srpnja 2019.   |
| Ministarstvo poljoprivrede                                       | Marija Vučković         | od 19. srpnja 2019. do 23. srpnja 2020.      |
| Ministarstvo znanosti i obrazovanja                              | Pavo Barišić            | od 19. listopada 2016. do 9. lipnja 2017.    |
| Ministarstvo znanosti i obrazovanja                              | Blaženka Divjak         | od 9. lipnja 2017. do 23. srpnja 2020.       |
| Ministarstvo zaštite okoliša i energetike                        | Slaven Dobrović         | od 19. listopada 2016. do 27. travnja 2017.  |
| Ministarstvo zaštite okoliša i energetike                        | Tomislav Ćorić          | od 9. lipnja 2017. do 23. srpnja 2020.       |
| Ministarstvo mora, prometa i infrastrukture                      | Oleg Butković           | od 19. listopada 2016. do 23. srpnja 2020.   |
| Ministarstvo gospodarstva, poduzetništva i obrta                 | Martina Dalić           | od 19. listopada 2016. do 14. svibnja 2018.  |
| Ministarstvo gospodarstva, poduzetništva i obrta                 | Darko Horvat            | od 25. svibnja 2018. do 23. srpnja 2020.     |
| Ministarstvo regionalnog razvoja i fondova Europske unije        | Gabrijela Žalac         | od 19. listopada 2016. do 19. srpnja 2019.   |
| Ministarstvo regionalnog razvoja i fondova Europske unije        | Marko Pavić             | od 19. srpnja 2019. do 23. srpnja 2020.      |
| Ministarstvo hrvatskih branitelja                                | Tomo Medved             | od 19. listopada 2016. do 23. srpnja 2020.   |
| Ministarstvo zdravstva                                           | Milan Kujundžić         | od 19. listopada 2016. do 28. siječnja 2020. |
| Ministarstvo zdravstva                                           | Vili Beroš              | od 28. siječnja 2020. do 23. srpnja 2020.    |
| Ministarstvo državne imovine                                     | Goran Marić             | od 15. studenog 2016. do 16. srpnja 2019.    |
| Ministarstvo državne imovine                                     | Mario Banožić           | od 19. srpnja 2019. do 23. srpnja 2020.      |
| Ministar u Vladi Republike Hrvatske                              | Goran Marić             | od 19. listopada 2016. do 15. studenog 2016. |

## Poveznice
- Vlada Republike Hrvatske
- Popis hrvatskih predsjednika Vlade
- Predsjednik Vlade Republike Hrvatske
- Popis smijenjenih ministara Vlada Andreja Plenkovića § 14. Vlada